# The Katzenjammer Kids
The Katzenjammer Kids è un cortometraggio muto del 1912 diretto da Chauncy D. Herbert. Recitato da attori in carne e ossa, il film si ispira alle tavole del celebre fumetto disegnato da Rudolph Dirks. È il primo di una serie di corti prodotti dalla Selig sui personaggi di Dirks.
Questa fu la terza trasposizione cinematografica dei Katzenjammer Kids (in Italia, il fumetto è conosciuto sotto il nome di Bibì e Bibò) dopo il primo, The Katzenjammer Kids in School del 1898 e The Katzenjammer Kids Have a Love Affair del 1900, prodotti ambedue dall'American Mutoscope Company.

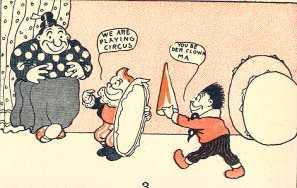
Fumetto dei Katzenjammer Kids (1901)

## Produzione
Il film fu prodotto dalla Selig Polyscope Company.

## Distribuzione
Distribuito dalla General Film Company, il cortometraggio uscì nelle sale cinematografiche statunitensi il 3 maggio 1912. Nelle proiezioni, veniva programmato con il sistema dello split reel, accorpato in un'unica bobina con un altro corto prodotto dalla Selig, il documentario Uncle Sam's Tribute to the Heroes of the Maine.

## Serie Katzenjammer della Selig
- The Katzenjammer Kids (1912)
- They Go Toboganning (1912)
- They Plan a Trip to Germany (1912)
- They Entertain Company (1912)
- They Go to School (1912)
- School Days (1912)
- Unwilling Scholars (1912)
- The Arrival of Cousin Otto (1912)